# Otto Martin (Biologe)
Karl Otto Martin (* 2. November 1911 in Tuttlingen; † 20. März 1985 in Wiesbaden) war ein deutscher Biologe, SS-Führer und Kriminalrat. Zur NS-Zeit war er Chefbiologe des Kriminaltechnischen Instituts der Sicherheitspolizei (KTI) im Reichskriminalpolizeiamt und in der Bundesrepublik Deutschland in gleicher Funktion als Forensiker beim Bundeskriminalamt beschäftigt.

## Studium und Beruf
Martin absolvierte nach dem Ende seiner Schullaufbahn ein Biologiestudium, das er im Frühjahr 1937 mit Promotion an der Universität Tübingen zum Dr. rer. nat abschloss. Anschließend übernahm er eine Assistentenstelle am Botanischen Institut der Universität Tübingen. Er war Mitarbeiter der Fachzeitschrift Der Biologe. Mit dem Umzug der Redaktion dieser Fachzeitschrift nach Berlin verlegte er ebenfalls dorthin seinen Wohnsitz.

## Nationalsozialistische Betätigung, Mitarbeit im KTI und Zweiter Weltkrieg
Schon vor der Machtübergabe an die Nationalsozialisten trat er im Dezember 1930 dem NS-Studentenbund und der SA bei. Im Juni 1931 wechselte er von der SA zur SS (SS-Nummer 14.315). Zum 1. Januar 1931 trat er der NSDAP bei (Mitgliedsnummer 410.152). Im ersten Quartal des Jahres 1939 war er wissenschaftlicher Mitarbeiter am biologischen Forschungsinstitut des SS-Ahnenerbes.
Anfang April 1939 fand er im Kriminaltechnischen Institut der Sicherheitspolizei (KTI) eine Anstellung, das dem Reichskriminalpolizeiamt (RKPA) unterstand und mit diesem Ende September 1939 in das Reichssicherheitshauptamt (RSHA) eingegliedert wurde. Ihm wurde dort eine nationalsozialistische Einstellung bescheinigt.
Nach Beginn des Zweiten Weltkrieges leistete er von April 1940 bis April 1943 Kriegsdienst bei der Wehrmacht und wurde u. a. mit dem Eisernen Kreuz I. und II. Klasse ausgezeichnet. Aufgrund einer Kriegsverletzung nahm er seine Beschäftigung am KTI wieder auf und wurde dort Leiter der biologischen Abteilung (V D 2). Martin stieg 1943 zum SS-Sturmbannführer und Regierungskriminalrat auf.

## Nachkriegszeit und Mitarbeit im Bundeskriminalamt
Nach Kriegsende wurde er von Mitte September 1946 bis Mitte März 1948 im Internierungslager Neuengamme festgehalten. Es folgten einige freiberufliche Tätigkeiten, Beschäftigungen bei einem Saatgutbetrieb und im pharmazeutischen Bereich. Schließlich gelang es Martin, wieder in den Polizeidienst einzutreten. Ab Frühjahr 1952 war er im Bundeskriminalamt als Chefbiologe und Regierungskriminalrat Leiter des Referats für biologische, bodenkundliche und medizinische Untersuchungen. Als Leiter der Biologischen Abteilung des Bundeskriminalamt war er 1954 befasst mit Untersuchungen im ungeklärten Mordfall Anna Mutzenbach (er rekonstruierte mittels gefundener Stoffteilchen das im September 1953 getragene Kleid der Toten) und klärte 1956 eine gerichtsmedizinische Falschbeurteilung im Mordfall Wassing-Falkenberg auf. Den im Mai 1963 geschehenen Totschlag an Jutta Holz, die auf einer von Pflanzen überwucherten Opel-Rennbahn bei Rüsselsheim tot aufgefunden worden war, konnte Martin durch eine in Wiesbaden vorgenommene vergleichende Untersuchung der von ihm am Tatort und an der Kleidung des Opfers gefundenen Kiefernadeln und deren Pilzbesiedelung aufklären. Das Bundesinnenministerium lehnte 1964 eine Beförderung Martins mit Hinweis auf dessen frühere Zugehörigkeit zur NSDAP und SS ab. Stattdessen wurde er im April 1964 zum Statistischen Bundesamt abgeordnet und im Zuge seiner Ernennung zum Wissenschaftlichen Oberrat im Mai 1966 offiziell dorthin versetzt. Erst im August 1973 konnte er zum BKA zurückkehren und wurde im Referat 7 („Kriminaltechnische Forschung, Dokumentation“) des Kriminaltechnischen Instituts eingesetzt. Im Mai 1974 wurde er zum Wissenschaftlichen Direktor befördert. Mit Erreichen der Altersgrenze trat er Ende November 1976 in den Ruhestand ein. Er starb am 20. März 1985.
Martin wurde 1959 und 1965 zu seiner Tätigkeit im KTI vernommen. Er gab an, mit der Chemischen Abteilung des KTI unter Albert Widmann zwar kooperiert zu haben, in diesem Zusammenhang jedoch nicht an den Versuchen mit Giftmunition, der Forschung zu Gaswagen oder der Produktion von Zyankaliampullen mitgewirkt zu haben. Bei den Vernehmungen wurde beispielsweise nicht abgefragt, ob er von Sondergerichten, Gestapo oder SD Aufträge erhalten und durchgeführt habe.